# الرذنية

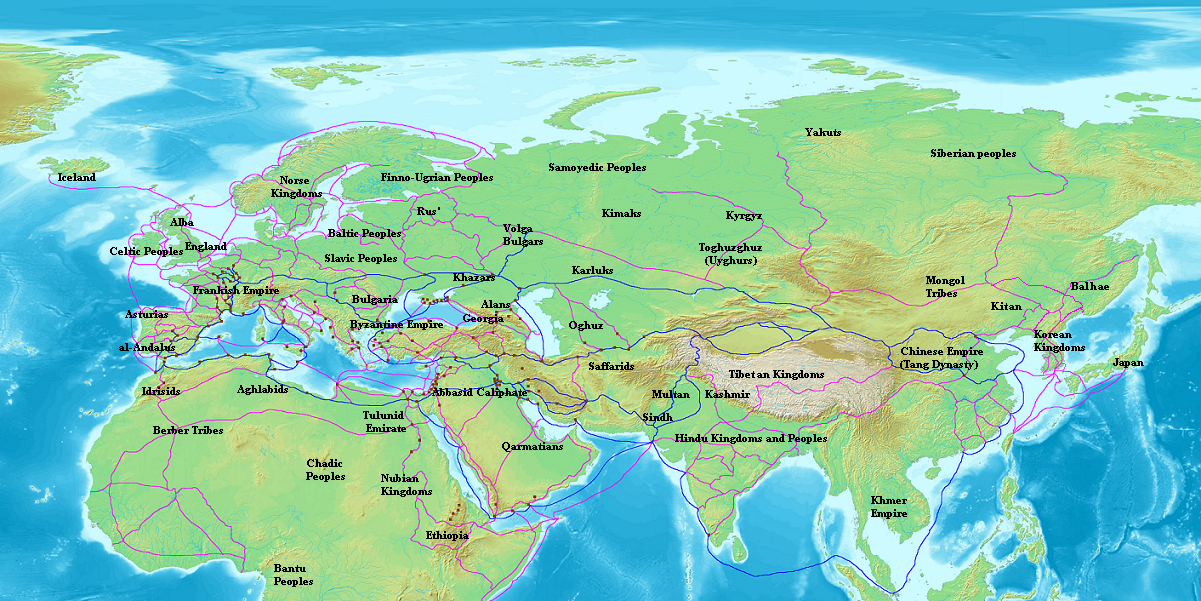
هذه خريطة تُظهر أراضي أوراسيا وهي ممتدةٌ بسهولها وجبالها، قد خُطت عليها شبكة التجارة التي كان الرذنية يجوبونها بجهدهم وسعيهم، وقد صُورت خطوطهم باللون الأزرق، إذ كانوا ينقلون البضائع بين أمم الشمال والجنوب والشرق والغرب في نحو سنة 870 من الأعوام الميلادية. وهذا ما ورد ذكره في رواية ابن خرداذبة، حيث دوَّن ذلك في كتابه المعروف بـالمسالك والممالك، وهو كتاب وصف فيه الطرق والمسارات التي كان التجار يسلكونها بمهارة وعزيمة.
وفي الخريطة ذاتها، قد رُسمت أيضًا طرق التجارة الأخرى، التي لم تكن للرذنية، بل كانت تسلكها أقوامٌ وتجاراتٌ مختلفة، وقد عُبّر عنها باللون الأرجواني، دلالةً على مسالك كانت تخدم شعوبًا ودولًا متباينة في ذلك العصر. وقد كانت تلك الطرقُ ملتفةً بين الجبال، ومنسابةً عبر الأنهار، وموصولةً بين المدن والأسواق التي اكتظت بالتجار والمتسوقين.

الرذنية كانوا قومًا من يهودِِ عُرفوا بتجارتهم النشطة في العصور الوسطى المبكرة، حيث لعبوا دورًا بارزًا في الربط بين ديار المسيحيين وديار المسلمين، خلال الفترة الممتدة من القرن الثامن إلى القرن العاشر الميلادي. وقد تمكنوا، بمهارتهم وحنكتهم، من إحياء الطرق التجارية القديمة التي أسستها الإمبراطورية الرومانية، واستمروا في استخدامها ونشرها، ما جعلهم عنصراً أساسياً في الشبكات التجارية التي امتدت من أوروبا وشمال إفريقيا إلى الشرق الأوسط وآسيا الوسطى، ووصلت حتى الهند والصين.
وقد ذكرت المصادر التاريخية القليلة التي تناولتهم، أن غموضًا يحيط بطبيعتهم وتنظيمهم، إذ لم يُتفق بعد على ما إذا كانوا نقابة تجارية محددة لها قوانينها وأعرافها، أو عشيرة واحدة تجمعهم روابط الدم، أو أنهم مجرد وصفٍ عام للتجار اليهود الذين انخرطوا في شبكات التجارة العابرة لآسيا وأوروبا. ومع ذلك، يُجمع الباحثون على أن نشاطهم التجاري كان واسع النطاق ومتعدد الأبعاد.
لقد نقلوا عبر طرقهم التجارية الحرير الثمين والتوابل النادرة والعطور الفاخرة، وكانوا يتنقلون بين المدن والأسواق، يحملون معهم سلعهم ومهاراتهم اللغوية وقدرتهم على التفاوض والتواصل مع مختلف الثقافات. وبفضل ذلك، تمكنوا من بناء شبكة تجارية معقدة وشديدة الأهمية في تلك الحقبة، ما جعلهم وسطاء لا غنى عنهم بين العالم المسيحي والعالم الإسلامي.
رغم كل هذا النشاط، بقيت كثير من التفاصيل المتعلقة بحياتهم وأدوارهم طي الكتمان، فلا تُعرف أصولهم بدقة، ولا تُدرك طبيعة تنظيمهم بوضوح، وهو ما يجعلهم موضوعًا مستمرًا للبحث والنقاش بين المؤرخين.
لا يستخدم هذا المصطلح إلا عدد محدود من المصادر الأولية، ولا يزال من غير الواضح ما إذا كان المصطلح يشير إلى نقابة محددة، أو عشيرة ، أو بشكل عام إلى التجار اليهود في شبكة التجارة عبر أوراسيا .

## اسم الرذنية
لقد تعددت الأقوال وتباينت الآراء حول أصل تسمية "الرذنية"، فقد اجتهد العلماء والمؤرخون في تفسير هذا الاسم وإرجاعه إلى أصوله القديمة. فمنهم من ذهب إلى أنه مشتقٌ من اسم منطقةٍ في بلاد ما بين النهرين، عُرفت في النصوص العربية والعبرية آنذاك بـ"أرض رذان"، وقد ذكر هذا التفسير كثيرٌ من العلماء، ومنهم باربييه دي مينار وموسى جيل، الذين رجحوا هذا الأصل على غيره، مستدلين بذكر المنطقة في المخطوطات القديمة.
ومن العلماء من رأى في الاسم صلةً بمدينة الري، التي عُرفت أيضًا بـ"راغ" أو "راي"، وتقع في شمال إيران، معتبرين أن هذه المدينة قد تكون مصدر التسمية، لما كانت عليه من أهميةٍ في طرق التجارة آنذاك. وذهب آخرون إلى أن الكلمة قد تكون مشتقةً من اللغة الفارسية، حيث يجمعون بين كلمتي "راه" وتعني الطريق، و دان وتعني العارف أو العالم، ليُصبح معناها "العارفون بالطريق"، وهو تفسيرٌ يُبرز دور الرذنية في إتقانهم لشبكات الطرق والمسالك التجارية.
وأما المؤرخان اليهوديان الغربيان، سيسيل روث وكلود كاهين، فقد قدّما رأيًا مختلفًا، حيث ربطا الاسم بوادي نهر الرون في فرنسا، الذي كان يُعرف باللاتينية باسم "رودانوس" وباليونانية "Ῥοδανός". وقد ادّعيا أن مركز نشاط الرذنية كان في فرنسا، مُستدلين بأن جميع طرق تجارتهم الكبرى كانت تنطلق من تلك البلاد.
وفيما يتعلق باللغة الإنجليزية وبعض اللغات الغربية الأخرى، فقد أُضيفت لاحقًا اللاحقة "-ite" إلى الاسم، كما هو الحال مع الأسماء التي تُشتق من أعراقٍ أو أماكن، لتُصبح التسمية شائعةً في تلك اللغات بصيغتها هذه.
وهكذا، ظل أصل هذا الاسم مجالًا خصبًا للتفسيرات والتأويلات، وتنازعته الروايات والأدلة، بينما بقيت حقيقة منشأه موضع نظرٍ واجتهادٍ بين المؤرخين والعلماء.
أنشطة الرذنية كما وصفها ابن خرداذبة في كتابه
لقد جاء ذكر أنشطة الرذنية وأعمالهم في كتاب المسالك والممالك الذي ألفه ابن خرداذبة، أحد رجال الدولة العباسية، وقد شغل منصب صاحب البريد والشرطة والجاسوسية في ولاية الجبال تحت خلافة المعتمد على الله، في نحو سنة 870 ميلادية. كان ابن خرداذبة شاهدًا على حركات هؤلاء التجار اليهود، فوصفهم بالذكاء البالغ والقدرة الفريدة على تحدث لغاتٍ عديدة، منها العربية والفارسية والرومية والفرنجية والإسبانية واللغة السلافية، مما أتاح لهم التنقل بين الشرق والغرب براعةً وتجارةً.

### الطرق التجارية الكبرى للرذنية
حدد ابن خرداذبة أربع طرقٍ رئيسيةٍ للتجارة، جميعها تنطلق من وادي الرون في جنوب فرنسا، وتصل إلى سواحل الصين الشرقية، حيث استخدم هؤلاء التجار طرقًا بريةً وبحريةً لنقل البضائع. ومن بين السلع التي كانت تنقلها القوافل:
1. السلع الغربية: الخصيان، الجواري، الغلمان، الأقمشة المطرزة، الفرو مثل فراء القندس والمارتين، والأسلحة مثل السيوف.
2. السلع الشرقية: المسك، العود، الكافور، القرفة، وغيرها من المنتجات الثمينة التي تحملها القوافل من الصين والهند.

### وصف ابن خرداذبة لمسالكهم
- المسار البحري والبري: ينطلق التجار من بلاد الفرنجة (فرنسا) على البحر الغربي، وصولًا إلى فرما (بيلوزيوم) بمصر، ثم يواصلون السير على ظهور الإبل إلى القلزم (السويس) لمسافة خمسة وعشرين فرسخًا. ومن هناك، يبحرون عبر البحر الشرقي إلى موانئ مثل الجار وجدة، ثم إلى الهند والصين.
- المسار عبر بغداد: يسلك البعض طريق البر من فرنسا إلى أنطاكيا، ثم يسيرون إلى الجابية (الحانية) قرب نهر الفرات، ومن هناك يُبحرون إلى بغداد، ومنها ينطلقون عبر دجلة إلى عبادان، ثم إلى عُمان والهند والصين.
- المسار البري عبر شمال إفريقيا: يبدأ المسار من الأندلس أو فرنسا، ويمر عبر سوس الأقصى، طنجة، القيروان، ثم مصر. ومن هناك يتوجهون إلى الرملة، دمشق، الكوفة، بغداد، والبصرة، ويعبرون الأهواز وفارس وكرمان حتى يصلوا الصين.
- المسار الشمالي عبر بلاد السلاف والخزر: يمر هؤلاء التجار خلف روما، عبر أراضي السلاف، وصولًا إلى خملج عاصمة الخزر، ثم يبحرون عبر بحر جرجان، ويصلون إلى بلخ ومنها يعبرون نهر جيحون إلى يورت وتوغزغوز في الصين.

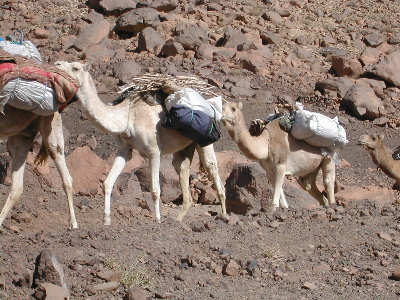
كان أكثرُ تجارتهم البرية بين طنجة وبلاد الرافدين على ظهور الجمال، تُسيَّر عبر الصحارى، حاملةً الأثقال بجلدٍ وصبر. في الصورة قافلة من الابل في احد بوادي جبال الاطلسبالجزائر

### السلع وأنماط التجارة
كان الرذنية يركزون على نقل السلع خفيفة الوزن وعالية القيمة، مثل التوابل والعطور والمجوهرات والحرير، بالإضافة إلى الأسلحة والفرو والعبيد. وكانت هذه التجارة تعكس براعتهم في فهم الأسواق واحتياجاتها، إذ جمعوا بين مهارة التفاوض والقدرة على التنقل في ظروفٍ صعبة، سواء عبر الصحارى أو البحار أو الجبال.
الأهمية التاريخية للرذنية
لقد كان للرذنية شأنٌ عظيمٌ ودورٌ جليلٌ في حركة التجارة والبشر في العصور الأولى من وسطى الزمان، إذ امتدت سُبل تجارتهم واتصلت أطرافُها من أقاصي الغرب حيث ديار الفرنجة، إلى مطالع الشمس حيث بلاد الصين والهند. كانت قوافلهم تعبر الصحارى والبوادي على ظهور الجمال، التي صارت بفضلهم سفائن الأرض، حاملةً أثقال البضائع بين طنجة ومواطن الرافدين. وفي تلك الأيام، كان المسلمون في ديار الشرق والنصارى في ممالك الغرب يتعادون، قد أُغلق بينهما الباب، وحُرم تجار كل منهما من دخول موانئ الآخر، فاشتد بأس القراصنة على السفن، وغدت المياه ساحةً للغزو والنهب.
دورهم كصلحاء بين الأمم
في خضم ذلك العداء، برز الرذنية كواسطة العقد، يصلون المنقطع ويؤلفون بين المتخاصم، يحملون أمانة التجارة بين أراضي الإمبراطورية الرومانية القديمة وأقاليم الشرق البعيدة. ولما امتلأت خزائن الممالك بأموالهم، أسبغت عليهم الدول ألواناً من الامتيازات، فحظوا برضا خلفاء بني العباس، وأولياء الكارولينجيين في فرنسا، حتى باتت لهم مكانةٌ ساميةٌ في التجارة والسياسة، مما أثار نقمة رجال الكنيسة في بعض البقاع.
ريادتهم في تجارة الأمم
ولم تكن مسالك التجارة التي سار فيها الرذنية بدعًا من الأمر، فقد عرف الناس طرق التجارة بين الشرق والغرب، لكن الرذنية كانوا من أوائل من أرسى دعائم شبكة ممتدة الأطراف، تربط بين بلاد الفرنجة وأراضي الصين. ولأزمان طويلة قبل أن يظهر ماركو بولو في الغرب، أو يطوف ابن بطوطة في الشرق، كان الرذنية قد فتحوا الطرق ووصلوا بين الأمصار، وحملوا أخبار الأمم وسلعها بين أيديهم.
نقلهم للعلوم والصناعات
وقد ذكر بعض أهل العلم أن سر صناعة الورق الذي جاء من الصين قد عُرف في الغرب على أيدي العرب بعد وقعة نهر طلاس، غير أن كثيرًا من الأقوال ترجح أن الرذنية، بما لهم من صلة وثيقة بالديار الإسلامية والصينية، كانوا ممن ساهم في نقل هذا الفن. ويقال أيضًا إن يوسف الإسباني، الذي يُظن أنه من الرذنية، قد أدخل الأرقام العربية إلى ديار أوروبا. ومنذ أزمان قديمة، كانت طائفة اليهود تتقن حيلة خطابات الاعتماد، التي مكنت تجارها من حمل الأموال بأمان دون أن تقع في أيدي اللصوص. وقد بلغ هذا الفن مبلغًا عظيمًا على يد الرذنية، فكانوا بذلك أوائل من مهد السبيل لما صار لاحقًا مؤسسات المصارف في عصر النهضة.
إسهامهم في نشر الدين والاستيطان
ويرى بعض المؤرخين أن الرذنية قد ساهموا في هداية الخزر إلى دين اليهودية، وأنهم نشروا طائفتهم في البلدان التي سلكوها، فكانوا أساسًا لاستقرار اليهود في شرق أوروبا وآسيا الوسطى والصين والهند.
ذكرهم في كتب الأقدمين
إلى جانب ابن خرداذبة، ورد ذكر الرذنية في مصنفات أخرى ككتاب البلدان لابن الفقيه، الذي استفاض في وصفهم نقلاً عن ابن خرداذبة. كذلك ذكرهم سفر هادينيم، وهو كتاب يروي رحلات يهوذا هكوهين بن مئير من ماينز، حيث أشار إلى مدن كبرزيميشل وكييف كمواقع لتجارة الرذنية. وفي القرن الثاني عشر، تحدث إسحاق بن دوربولو عن سفره مع تجار الرذنية إلى بلاد بولندا.
إختفاء الرذنية
لقد خفتَ ذكر الرذنية وانقطعت أخبارهم في القرن العاشر الميلادي، إذ توقفت أنشطتهم التجارية التي كانت تربط بين أطراف المعمورة. وقد عُزي هذا الانحسار إلى عدة عوامل تاريخية. كان أولها سقوط دولة تانغ الصينية عام 908 ميلادية، والذي أعقبه انهيار دولة الخزر على يد الروس في حوالي عام 968-969 ميلادية. كما أن الطرق التجارية التي كانت آمنةً ومستقرةً من قبل في أيام حكومة بني العباس والرومان البيزنطيين أصبحت غير مستقرةٍ ومحفوفة بالمخاطر، وتفاقم ذلك مع ظهور الدول والسلطنات التركية-الفارسية ذات الطموحات التوسعية. وعلى إثر ذلك، انهار طريق الحرير لقرون عديدة، مما أدى إلى تراجع التجارة العابرة للقارات.
ظهور البدائل وزوال المنافسة
في تلك الحقبة، برزت الدول-المدن التجارية الإيطالية، مثل جنوة والبندقية وبيزا وأمالفي، والتي هيمنت على التجارة البحرية شمال البحر المتوسط وأصبحت ترى في الرذنية والتجار اليهود منافسًا غير مرحب به. ومع صعود هذه القوى التجارية الجديدة، تقلص دور الرذنية تدريجيًا حتى اختفوا تقريبًا بنهاية القرن العاشر.
اكتشافات حديثة
رغم اختفائهم، تشير بعض الاكتشافات إلى احتمال استمرار وجود بقايا لهم. ففي عام 2011، عُثر على مجموعة من المخطوطات اليهودية تعود إلى القرن الحادي عشر في كهف بمقاطعة سامانغان في أفغانستان. ويعتقد بعض الباحثين أن هذه المخطوطات قد تكون آثارًا متبقية من الرذنية في تلك المنطقة.